# Långholmen (vid Dragsfjärd, Kimitoön)
Långholmen är en halvö i Finland.   Den ligger i landskapet Egentliga Finland, i den södra delen av landet, 140 km väster om huvudstaden Helsingfors. Långholmen ligger vid sjön Dragsfjärden.